# Bartonelose
Bartonelose se refere às doenças infecto-contagiosas causadas por bactérias do gênero Bartonella. Bartonellas são bactérias gram-negativas, flageladas (10 ou mais flagelos), intracelulares facultativas, aeróbias obrigatórias e oportunistas. Usam artrópodes que se alimentam de sangue, como pulgas, mosquitos e carrapatos, como vetores. A transmissão da doença para humanos se dá através da arranhadura ou mordedura de cães e gatos e, mais raramente, pela arranhadura em espinhos, lascas de madeira, dentre outros.

## Classificação
Cada espécie de Bartonela causa uma doença diferente:
| Espécie de Bartonella    | Portador  | Doenças                                                                     |
| ------------------------ | --------- | --------------------------------------------------------------------------- |
| Bartonella bacilliformis | humanos   | verruga peruana (doença de Carrion)                                         |
| Bartonella quintana      | humanos   | Febre das Trincheiras, bacteremia, angiomatose bacilar, endocardite         |
| Bartonella henselae      | gatos     | Doença da arranhadura do gato, bacteremia, angiomatose bacilar, endocardite |
| Bartonella elizabethae   | roedores  | Endocardite                                                                 |
| Bartonella grahamii      | ???       | Retinite                                                                    |
| Bartonella vinsoni       | cachorros | Endocardite e bacteremia                                                    |
| Bartonella washonsis     | roedores  | Miocardite                                                                  |
| Bartonella clarridgiae   | gatos     | Bacteremia                                                                  |
| Bartonella rochalimae    | humanos   | Síndrome similar à verruga peruana                                          |

## Epidemiologia
A bartonelose é uma zoonose encontrada apenas no vales das montanha Andinas no Peru, Equador, Colômbia, Chile e Bolívia, local do habitat do vetor, a Lutzomyia verrucarum.

## Fisiopatologia
Após atingirem o sistema retículo-endotelial e a corrente circulatória, parasitam as hemáceas, levando a anemia hemolítica, que pode comprometer até 90% das células em casos graves.
Pacientes que sobrevivem à fase aguda podem ou não desenvolver sintomas cutâneos, caracterizados pelo aparecemento de lesões hemangiomatosas.
O período de incubação varia de 2 a 14 semanas.

## Tratamento
Dependendo da espécie muitos antibióticos podem ser usados, inclusive macrolídios e tetraciclinas. Imunodeprimidos devem ser tratados com  gentamicina, rifampicina ou ciprofloxacina para evitar bacteriemias. Algumas cepas de B. henselae são resistentes a penicilina, amoxicilina e similares.